# Maria Cristina Andrade
Maria Cristina Andrade foi uma tenista mineira. Pioneira, ela foi uma das fundadoras, junto com outras tenistas brasileiras, da Liga Feminina de Tênis (LIFT).
Jogou nas décadas de 1950 e 1960, sendo uma das maiores tenistas brasileiras à época. Com 15 anos, conquistou o Campeonato Sul Americano. Em 1974, conquistou o Campeonato Brasileiro da Juventude. Com o apoio do MTC, Cristina retornou aos Estados Unidos para estudos e treinamentos. Em 1975, participou dos Jogos Pan-Americanos da Cidade do México, em 1975 e conquistou Medalha de Prata nas dupla feminina, jogando ao lado de Wanda Bustamante Ferraz.